# Лебедев, Иван Александрович (музыкант)
Иван Александрович Лебедев (р. 1986, Москва) — российский пианист, клавесинист, органист, музыковед, аранжировщик, художественный руководитель и продюсер музыкальных проектов, психолог, музыкотерапевт.

## Биография
Иван Лебедев родился в Москве 29 мая 1986 года.
В 2005 г. окончил Академический музыкальный колледж при Московской консерватории по специальности теория музыки. К тому времени И. Лебедев вёл уже обширную концертную деятельность с организованным им ещё в начале обучения в 2001 г. ансамблем старинной музыки «Sankt-Joseph-Kapelle». В 2003 г. Иван стажировался по классу органа в рамках Шнитгеровского органного фестиваля (Нидерланды), что во многом определило профессиональный интерес к исторически ориентированному исполнительству.
2001 — организатор и художественный руководитель ансамбля старинной музыки «Sankt-Joseph-Kapelle».
2001—2019 — Литургический органист армянского прихода Римско-Католического Кафедрального Собора Непорочного Зачатия Пресвятой Девы Марии в Москве.
2002 — органист камерного оркестра «De boni arte», участвовал в проекте «И. С. Бах. Magnificat».
Как органист и basso continuо сотрудничал с камерным оркестром МТКЦ Павла Слободкина в ряде проектов:
2006 — И. С. Бах. «Пасхальная оратория» (с хором «Ex Oriente Lux»); Дж. Б. Перголези. «Salve Regina»; 2007 — И. С. Бах. «Страсти по Матфею» (с хором «Благовест», Большой зал консерватории); 2008 — И. С. Бах. Magnificat; А. Вивальди. Gloria; Г. Форе. «Месса рыбаков» (с хором «Благовест», Большой зал консерватории).
2008 — организатор и художественный руководитель ансамбля «Классика».
Консультант по стилю старинной музыки и концертмейстер вокальной студии Евгения Журавкина (2008—2010).
2009—2012 — клавесинный дуэт с Ириной Лукиной; приглашённый клавесинист в ансамбле старинной музыки «Da camera e da chiesa» п/у В. Фелицианта (2009).
Инициатор создания ансамбля в 4 руки с Фёдором Строгановым на клавесине и фортепиано (с 2010), а также дуэта «Орган-оркестр» (с 2013).
Принимал участие в Фестивале иберийской культуры (2003, с хором «Сура», Коста-Рика), «Новый звук» (2007), «Рандеву с Купереном» (2008), «Немецкий клуб» (2010), «Sacrum in musica» (2012), «Адвент» (2014) и др.
Организатор, участник и аранжировщик многих проектов старинной, этнической и эстрадной музыки, в том числе записей на CD.
В 2024 г. окончил Московский государственный институт культуры по направлению музыкознание и музыкально-прикладное искусство (диплом с отличием) , защитив дипломную работу на тему "Искусство органной транскрипции в творчестве немецких композиторов эпохи барокко".

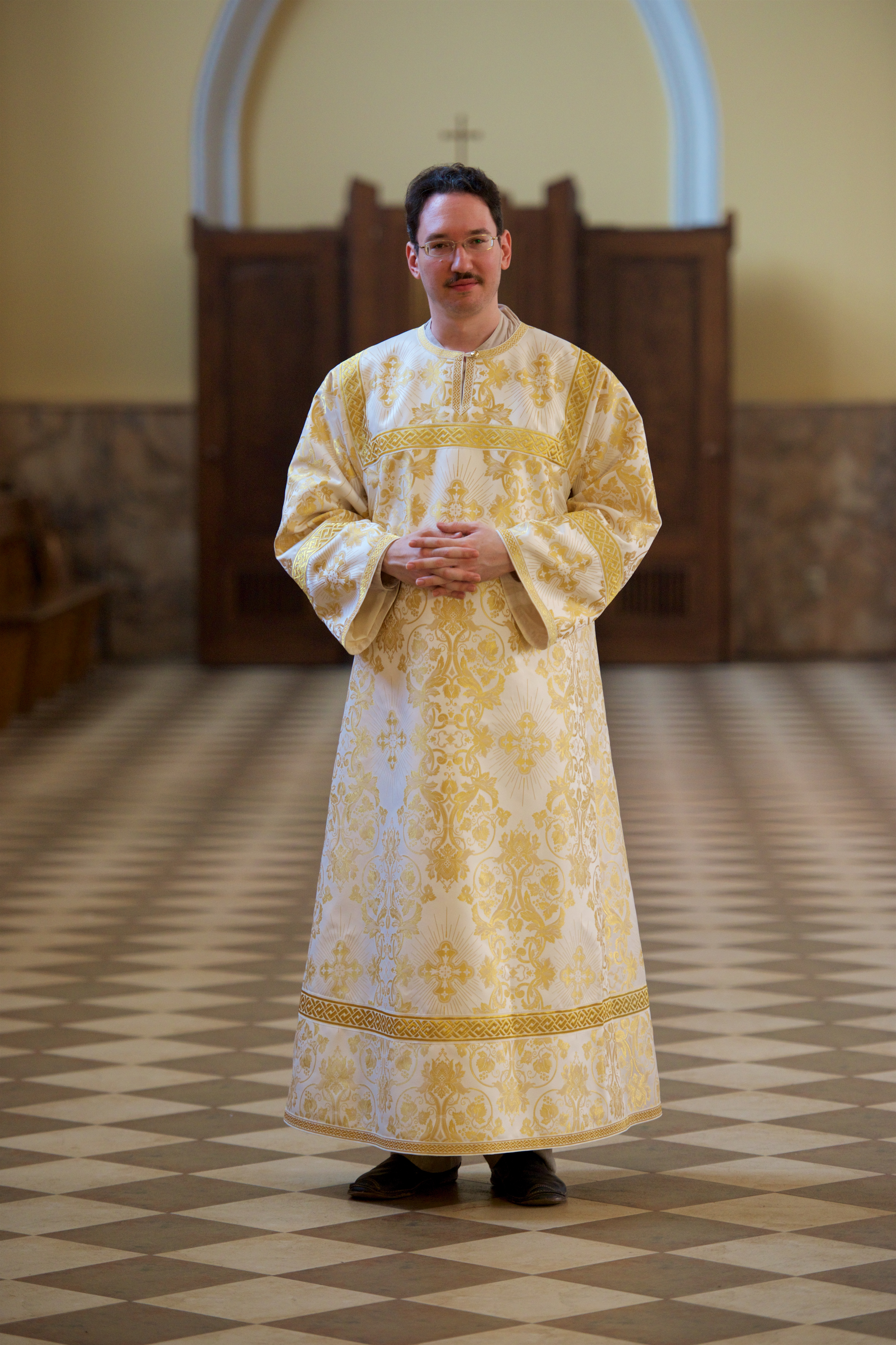
Литургический органист Иван Лебедев

## Творчество
Творчество Ивана Лебедева охватывает самые разные жанры и стиле, в том числе редко сочетаемые. Некоторые значимые творческие работы:
- Сотрудничество с Фёдором Строгановым — концерты в рамках дуэта «Орган-оркестр», где акцент делается на транскрипциях симфонической музыки для органа в 4 руки;[2]
- Руководство музыкальным клубом «Витамин Е» в 2013—2015 гг. — этномузыкальным проектом в сотрудничестве с бардом и поэтом Игорем Белым и московским книжным клубом-магазином «Гиперион»;[3]
- Организация и проведение мировые премьер произведений Р. М. Бахтиярова, в том числе премьеры «Реквиема» для двух теноров, органа и фортепиано;[4]
- Сотрудничество с продюсером и певцом Сергеем Сорокиным в создании камерного мюзикла «Бар разбитых сердец»[5];
- Художественное руководство и организация исполнения в Москве Маленькой мессы Баха соль мажор, а также духовных кантат;[6]
- Художественное руководство и организация музыкальных проектов памяти жертв армянского народа Армянский реквием 2016[7] и Армянский реквием 2017.[8]

## Достижения
- Гран-при в номинации Инструментальное исполнительство на Международном фестивале-конкурсе «Талант — это ты!» (в дуэте с Романом Глуховым, Москва, 2021)
- II премия в номинации Инструментальный ансамбль на XXI Международном конкурсе-фестивале «Музыка без границ» (в дуэте с Романом Глуховым, Друскининкай, 2021)[9]
- II премия в номинации Клавесин в четыре руки или со старинными инструментами на XX Международном конкурсе-фестивале «Музыка без границ» (в дуэте со скрипачом Константином Казначеевым, Друскининкай, 2020)[10]
- I премия в номинации Клавесин на XXV Международном фестивале-конкурсе «Musica classica» (Руза, 2019)[11]
- I премия в номинации Инструментальный ансамбль на XXV Международном фестивале-конкурсе «Musica classica» (в дуэте с альтистом Иваном Саенко, Руза, 2019)
- Лауреат V Международного фестиваля музыкантов-импровизаторов «Xeo Planet» (Москва, 2019)
- Лауреат I Московского международного фестиваля альтернативной музыки «Новый звук» (в составе ансамбля «Yosef-Kapelye», Москва, 2007)

## Иные области деятельности
С 2016 г. Иван Лебедев активно занимается изучением методов музыкотерапии, а также народных и нетрадиционных оздоровительных практик.
Психолог, специалист и преподаватель метода музыкотерапии «Синергия», созданного и запатентованного в РФ Д. Н. Воеводиным. Специалист сова ригпа. Член Международной профессиональной ассоциации специалистов комплементарной, альтернативной, народной медицины и психологов, Международной ассоциации специалистов энергоинформационного развития.

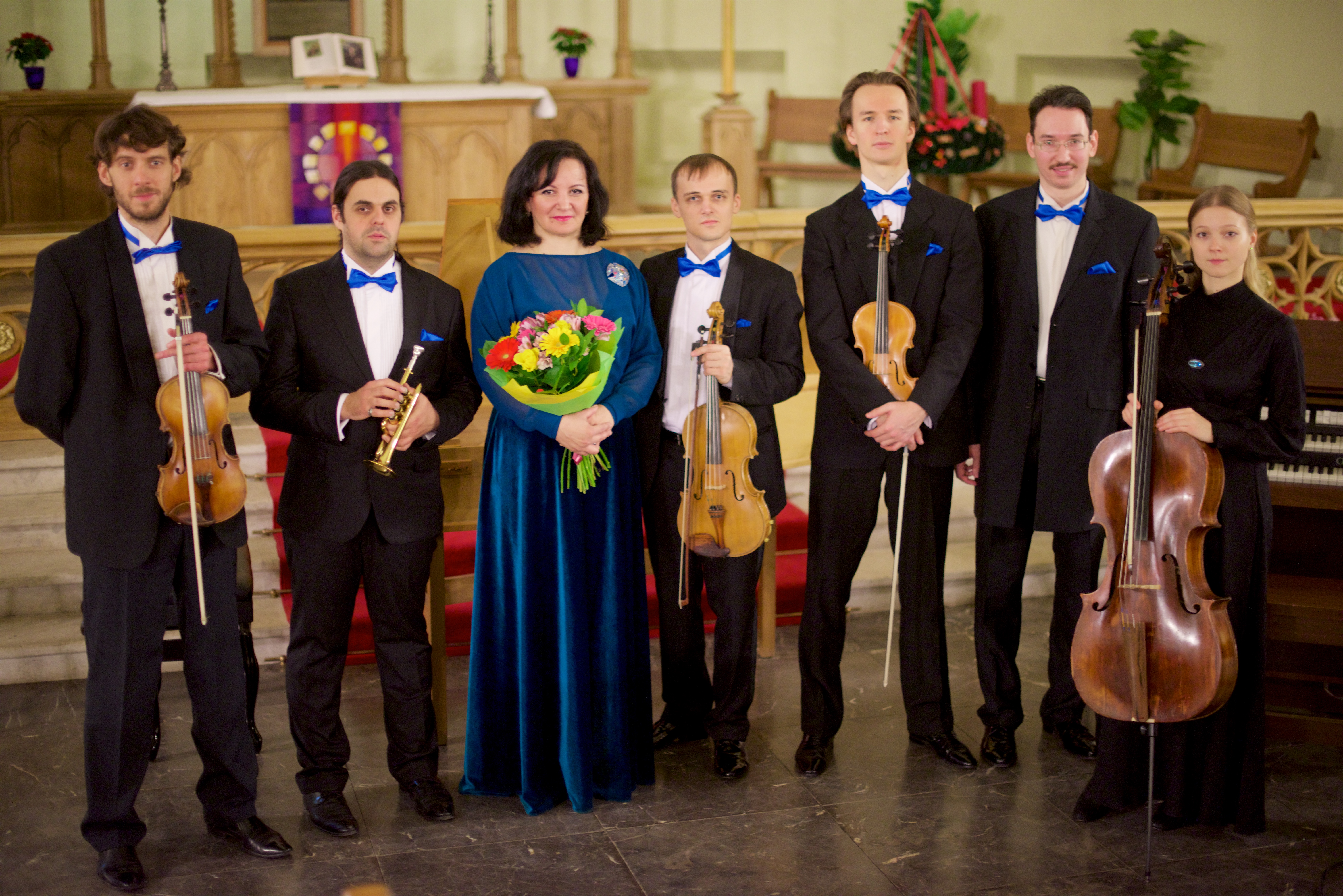
Алиса Гицба и Sankt-Joseph-Kapelle

## Дискография

### Академическая и духовная музыка
- Рождество Твоё, Христе, славим. Рождественские песнопения. Литургическая музыка Католической церкви. Капелла «De boni arte», ансамбль старинной музыки «Sankt-Joseph-Kapelle». «Фонд Искусство добра», 2004, (P) 2002
- Армянская месса. Божественная литургия армянского обряда Католической церкви. «МузАртель», 2010
- Музыка в соборе. И. С. Бах. Кантата № 82, инструментальная и органная музыка. Ансамбль старинной музыки «Sankt-Joseph-Kapelle». «МузАртель», 2012, (P) 2012
- Голоса Барокко. И. С. Бах, Г. Ф. Гендель, Г. Пёрселл. Ансамбль старинной музыки при Католическом Ордене Францисканцев в России «Sankt-Joseph-Kapelle». «МузАртель», 2013, (P) 2003, 2004, 2013
- Летний дождь. Ф. В. Строганов. Камерные инструментальные сочинения, фортепианные импровизации. «МузАртель», 2014
- Играет Иван Саенко. И. С. Бах, Ф. В. Строганов, А. Г. Шнитке. Сонаты для альта и фортепиано. Иван Саенко (альт), Иван Лебедев (фортепиано). «МузАртель», 2015
- Мелодия любви. Ф. В. Строганов. Оркестровые, камерные инструментальные сочинения. «МузАртель», 2018

### Этническая и популярная музыка
- Zun mayove / Солнце майское. Песни на идиш и еврейская народная инструментальная музыка. Ансамбль еврейской песни «Дона». «АНО Еврокласс», 2006
- Tum-balalayke. Песни на идиш и еврейская народная инструментальная музыка. Ансамбль еврейской песни «Дона». «МузАртель», 2015, (P) 2006
- Простой клезмер. Еврейская народная инструментальная музыка. Ансамбль традиционной еврейской музыки «Yosef-Kapelye». «МузАртель», 2010
- Sound-check. Еврейская народная инструментальная музыка. Ансамбль традиционной еврейской музыки «Yosef-Kapelye». «МузАртель», 2010
- Стеклянная гармоника. М. Гебиртиг. Песни на идиш. Алина Ивах (вокал) Иван Лебедев (фортепиано). «МузАртель», 2010
- Ástor club & Margarita. Классическое аргентинское танго, А. Пьяццолла. Ансамбль аргентинского танго «Астор-клуб». «МузАртель», 2013
- Силуэты. Песни на идиш и еврейская народная инструментальная музыка. Ансамбль еврейской песни «Дона». «МузАртель», 2010
- Музыкальный клуб «Vitamin E» (CD 1). Лучшие концертные записи. Сезон 2013/14. Ансамбль традиционной еврейской музыки «Yosef-Kapelye». «МузАртель», 2014
- Музыкальный клуб «Vitamin E» (CD 2). Лучшие концертные записи. Сезон 2014/15. Ансамбль традиционной еврейской музыки «Yosef-Kapelye». «МузАртель», 2015
- Когда романсы становятся фокстротами. Оригинальные транскрипции классических русских романсов. Ансамбль европейской танцевальной музыки «Retro Dance Band». Minor Swing Production, 2015